# Ölrún
Nella mitologia germanica, Ölrún è una valchiria figlia di Kjárr del Valland e moglie del leggendario arciere Egil (chiamato anche "Ölrúnar-Egill", cioè "Egill-di-Ölrún").

## Storia
Nella Völundarkviða (carme dell'Edda poetica), Ölrún e le sue compagne valchirie Hervör alvitr e Hlaðguðr svanhvít sposano i tre fratelli Egill, Völundr e Slagfiðr. Dopo nove inverni passati coi mariti, le tre donne si trasformano in cigni e volano via per compiere il loro destino di valchirie. Per ritrovare la moglie Egil si mette in viaggio verso est. 
Nella Þiðrekssaga Ölrúnar-Egil giunge alla corte del malvagio re Níðungr insieme al figlioletto di tre anni. Il re, per metterlo alla prova, lo costringe a colpire con una freccia una mela posta sulla testa del bambino. 

## Videogiochi
Olrun appare nel videogioco God of War (2018), dove è uno dei boss opzionali del gioco, una delle nove valchirie imprigionate perché sono state corrotte da Odino. In God of War Ragnarök si riunisce con Freya e le altre sorelle pronte ad assaltare Asgard e dare inizio al Ragnarok. Durante la battaglia viene uccisa da Gná che le strappa le ali.